# Dr.-Julius-Leber-Straße 25

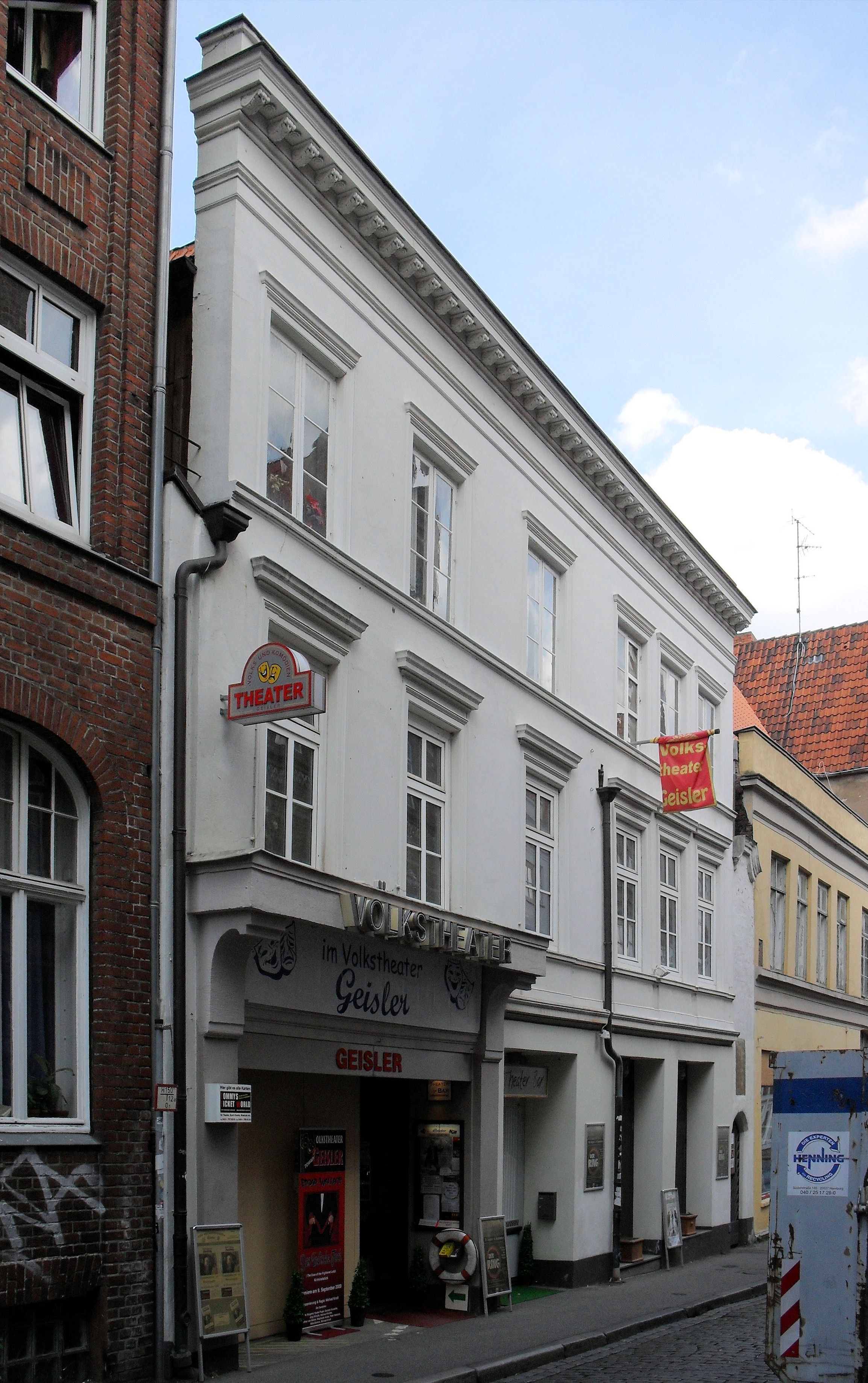
Dr.-Julius-Leber-Straße Nr. 25

Das Gebäude Dr.-Julius-Leber-Straße 25 ist ein denkmalgeschütztes historisches Bauwerk in Lübeck.

## Beschreibung
Das Bauwerk in der Dr.-Julius-Leber-Straße (ehemals Johannisstraße) besteht aus zwei Häusern, die sich jedoch hinter einer gemeinsamen Fassade befinden und dadurch den Eindruck eines einzigen Gebäudes erwecken. Das östliche Haus geht mindestens auf die Jahre 1322/23 zurück, da Teile des Dachstuhls (der damit zugleich einer der ältesten Lübecks ist) nachweisbar noch aus dieser Zeit stammen. Anfang bis Mitte des 15. Jahrhunderts wohnte hier der Ratsherr Johann Segeberg. Das westliche Haus besteht seit spätestens 1487, wie sich aus einer erhaltenen originalen Geschossdecke erschließen lässt.
Um 1600 wurde das Bauwerk prägend im Stil der Renaissance umgebaut; aus jener Zeit stammen auch erhaltene Wandmalereien. Um die Wende vom 18. zum 19. Jahrhundert erhielt das Doppelhaus seine bis heute bestehende gemeinsame verputzte klassizistische Fassade. Dass sich dahinter zwei eigentlich separate Gebäude befinden, lässt sich an der unterschiedlichen Verteilung der Fenster beider Hälften erkennen.
Das Bauwerk, das bis 1590 dem Lübecker Bürgermeister Gotthard von Hoeveln gehörte, wechselte verschiedentlich Besitzer und Verwendungszweck. Im 19. Jahrhundert diente es nacheinander als schwedisches Postamt, Brauerei und zuletzt als Veranstaltungshaus unter dem Namen Monopol. Von 1919 bis 1995 befand sich in dem Gebäude das Kino Zentral; heute beherbergt es ein Theater.
Das Äußere des Gebäudes steht seit 1970 unter Denkmalschutz.